# Scythris podoliensis
Scythris podoliensis is een vlinder uit de familie dikkopmotten (Scythrididae). De wetenschappelijke naam is voor het eerst geldig gepubliceerd in 1938 door Rebel.
De soort komt voor in Europa.